# Uyezd de Şamaxı
El uyezd de Şamaxı (en ruso: Шемахинский уезд, en azerí: Şamaxı qəzası) fue una unidad administrativa dentro de la gobernación de Bakú, en la República Democrática de Azerbaiyán y República Socialista Soviética de Azerbaiyán hasta 1929. Limitaba con los Uyezd de Javad al sur, Bakú al este, Geokchai al oeste y Kuba al norte. Su centro administrativo era Şamaxı.

## Historia
Establecido en 1840, se incluyó como parte del Óblast Caspiano desde 1841 hasta 1846. En 1846, Şamaxı fue elegida como capital de la gobernación epónima recientemente establecida. Pero, debido al terremoto de Şamaxı de 1859, la ciudad y el uyezd sufrieron grandes daños, resultando en el cambio de capital de la gobernación de Şamaxı a Bakú. Posteriormente, la gobernación pasó a llamarse Gobernación de Bakú.
Tras el colapso del Imperio ruso, se convirtió brevemente en parte de la República Democrática Federal de Transcaucasia. Después de su colapso, la República Democrática de Azerbaiyán declaró su independencia y consideró a Şamaxı como parte de su territorio, pero el uyezd y la ciudad todavía estaban bajo el control de los bolcheviques. En julio de 1918, el ejército islámico del Cáucaso y las fuerzas azerbaiyanas liberaron Şamaxı.
En 1920, el Ejército Rojo invadió Azerbaiyán, provocando el colapso de la República Democrática de Azerbaiyán. Entonces pasó a formar parte de la República Socialista Soviética de Azerbaiyán, hasta su abolición en 1929.

## Población
Según el censo de 1897, su población era de 121,842 personas, de las cuales 20,007 vivían en la ciudad de Şamaxı. El censo registró 89.840 hablantes nativos de azerbaiyano (el censo indica "tártaro"), 14.283 armenios y 11.362 rusos.
La población se redujo a 91.185 en 1926.